# Choi Yeo-jin
Choi Yeo-jin (nascida em 27 de julho de de 1983) é uma atriz sul-coreana-canadense.

## Prêmios e indicações
| Ano  | Prêmio                                                            | Categoria                                            | Obra indicada            | Resultado |
| ---- | ----------------------------------------------------------------- | ---------------------------------------------------- | ------------------------ | --------- |
| 2001 | Supermodel Contest Canada (organizado pelo Elite e JoongAng Ilbo) | —                                                    | —                        | Venceu    |
| 2007 | SBS Drama Awards                                                  | Prêmio nova estrela                                  | Surgeon Bong Dal-hee     | Venceu    |
| 2008 | 44º Baeksang Arts Awards                                          | Melhor nova atriz (TV)                               | Golden Bride             | Indicado  |
| 2008 | Korea Jewelry Awards                                              | Prêmio safira                                        | —                        | Venceu    |
| 2010 | MBC Entertainment Awards                                          | Prêmio de excelência, atriz em um seriado de comédia | More Charming by the Day | Venceu    |
| 2012 | Dancing with the Stars                                            | Vencedora da 2ª temporada                            | —                        | Venceu    |
| 2015 | 4º APAN Star Awards                                               | Melhor vestido                                       | —                        | Venceu    |